# Змитрок Бядуля
Змитро́к Бяду́ля (настоящие имя и фамилия — Самуи́л Ефи́мович Пла́вник; 23 апреля 1886, Посадец, Виленская губерния, Российская империя (сейчас Логойский район, Минская область) — 3 ноября 1941, Уральск, Казахская ССР, СССР) — белорусский и советский писатель и поэт, лексикограф.

## Биография
Самуил (Шмуэл-Нохим) Плавник, впоследствии известный под литературным псевдонимом Змитрок Бядуля, родился в небогатой еврейской семье в местечке Посадец (теперь это деревня Посадец в Зареченском сельсовете Логойского района Минской области). Его отец Хаим Нохимович Плавник (уроженец Лепеля) был арендатором, а зимой работал на лесозаготовках, иногда занимался мелкой торговлей, любил музыку — играл на скрипке. Мать, Хана Плавник (в девичестве Рабинович), работала швеёй-капотницей. В семье росло семеро детей: сыновья Самуил (1886—1941), Матвей (1903—1988), Израиль (1905—1941), дочери Мария (1892—?), Ирина (1901—1976), Евгения (1903—1981), Софья (1912—1998). Ещё двое детей умерли младенцами. Дед, единственный в местечке кузнец и медник, имел собственную библиотеку. У него на полке, кроме Талмуда и других религиозных книг, стояли тома «Металлическое дела», «Геометрии», «Математики» и др. Его дети — трое сыновей и четыре дочери, — получили начальное образование. Между старшей и младшей дочерьми была разница в 25 лет. Вскоре после рождения старшего сына (не позднее 1888 года) отец перевёз семью в Вилейку.
После окончания хедера поступил в Долгиновскую ешиву, затем перешёл в Ильянскую ешиву, но не окончил ни одну из них из-за своего вольнодумства и конфликтов с администрацией (позже описанных, в частности, в повести «В дремучих лесах») и вернулся домой. Работал домашним учителем, а с 1902 года — конторщиком на лесозаготовках. Владел идишем, древнееврейским, белорусским и русским языками.
В 1910 году Самуил Плавник стал постоянным автором виленской газеты «Наша Ніва». Печатался под псевдонимами Саша Пл-ик, Ясакар. С 1912 года в Вильне работал вместе с Янкой Купалой в редакции указанной газеты, но в 1915 году вернулся к родителям в Посадец. Затем жил в Минске, работал в Белорусском обществе помощи потерпевшим от войны. Участвовал в Первом Всебелорусском съезде (декабрь 1917 года), о котором написал отчёт в газету «Вольная Беларусь». В 1918 году сотрудничал с газетой «Беларускі шлях», выходившей под немецкой оккупацией. В 1918—1919 годах сочувствовал БНР, был автором ряда резко антибольшевистских статей.
После восстановления в Минске советской власти (1920) несколько лет работал в газете «Савецкая Беларусь», редактировал детский журнал «Зоркі». Работал в Институте белорусской культуры, был первым редактором краеведческо-этнографического журнала «Наш край». Входил в литературное объединение «Маладняк», затем в «Узвышша». В начале 1930-х годов выступал с покаяниями и отречением от «буржуазных националистов», которых показал в карикатурном виде во втором томе романа «Язеп Крушинский». Член Союза писателей СССР с 1934 года. В августе 1936 года вместе с рядом других белорусских литераторов от имени Союза советских писателей БССР подписал письмо к Сталину с призывом уничтожить «мерзавцев из контрреволюционной троцкистско-зиновьевской банды».
Наиболее известные его произведения были изданы после революции 1917 года, в стихах — «Полесские басни» (1922) и поэма «Ярило» (1922), в прозе — повесть «Соловей» (1927), сборник рассказов «Необычайные истории» (1931) и роман «Язеп Крушинский» (1929—1932). В 1939 году вышла автобиографическая повесть «В дремучих лесах».
После вторжения Германии в СССР в 1941 году писатель был вынужден покинуть Белоруссию. В эвакуации жил сначала в Пижме Горьковской области, затем, до конца октября 1941 года, в посёлке Новые Бурасы Саратовской области. Скончался около Уральска в Казахстане, где и был похоронен.
В феврале 2020 года останки Змитрока Бядули были эксгумированы и доставлены в Беларуссию. По желанию родственников останки хранились с благословения митрополита в Ильинской церкви в Бобруйске, несмотря на то что Бядуля был иудеем и позже атеистом. 3 ноября этого же года, в 79-ю годовщину со дня смерти белорусского поэта, останки были перезахоронены на Восточном кладбище Минска. Панихиду отслужили православный священник и раввин, на могиле был установлен православный крест с надписью на русском языке.

## Творчество
Поначалу Бядуля ориентировался на старинную еврейскую литературу (на религиозные произведения тех времён). Но позже отказался от этой манеры письма и начал изучать современную литературу. Тогда он и начал писать стихи и рассказы на русском языке, подражая манере знаменитых поэтов XIX века. Но белорусские язык и культура всё равно врывались в его произведения.
В 1909 году в руки Змитрока попала белорусскоязычная газета «Наша Ніва» благодаря одному из соседей (постоянному корреспонденту газеты Вульфу Сосенскому, который и рекомендовал редакции нового автора). Сам факт существования «простонародного» издания впечатлил молодого человека, и газета очень повлияла на его мировоззрение. В середине 1910 года З. Бядуля отдал в редакцию «Нашай Нівы» свои стихи, но они не были опубликованы, возможно, потому, что были ещё незрелыми. Однако в том же году в газете появилось его первое опубликованное произведение — импрессия «Пяюць начлежнікі».
Для ранних произведений Бядули, как для стихов, так и для прозы, был характерен романтизм. Чтобы передать мировоззрение и богатство духовной и культурной жизни человека вообще и крестьян в особенности, Бядуля стремился подражать Я. Купале и Я. Коласу. В середине 1910-х годов поэт начал подписываться своим литературным псевдонимом.
Романтизм Бядули был виден даже в описаниях природы и быта, превозносились и люди. Но со временем писатель всё же выбрал реализм и увлёкся психологически-бытовыми зарисовками. Он стремился показать жизнь как можно более реальной. В своих произведениях писатель стремился показать тяжёлую долю рабочих («Ля вапеннай гары»), рассказывал о горе людей, пострадавших от пожара («Чырвоная казка»), показал трагедию крестьянина в столкновении с жестокостью жизни («Без споведзі»). Показал сложность крестьянской жизни, чему помогала близость литератора к селянам и понимание души крестьянства.
В 1911—1912 годах стихи Бядули на русском языке печатались в журналах «На берегах Невы» (Санкт-Петербург) и «Молодые порывы» (Вильна). В 1913 году он опубликовал сборник лирических импрессий на белорусском языке «Абразкі» (Петербург), с тех пор писал почти исключительно по-белорусски.
Бядуля выступал как сторонник добрососедских отношений евреев и белорусов, в этом плане примечательны очерки «Жыды на Беларусі. Бытавыя штрыхі» («Евреи в Беларуси. Бытовые штрихи», 1918), «Да жыдоўства» («К еврейству», 1919), «На дарозе да сваёй бацькаўшчыны» («На пути к своей отчизне», о конференции сионистов в Минске, 1920).
В послереволюционное время у Бядули вышли книги поэзии «Пад родным небам» (1922), «Буралом» (1925), «Паэмы» (1927), сборники рассказов «На зачарованых гонях» (1923), «Апавяданні» (1926), «Выбраныя апавяданні» (1926), «Танзілія» (1927), «Дэлегатка» (1928), «Тры пальцы» (1930), «Незвычайныя гісторыі» (1931), «Па пройдзеных сцежках» (1940), повести «Салавей» (1928, экранизирована и поставлена в 1937, одноимённый балет в 1939), «Набліжэнне» (1935), «У дрымучых лясах» (1939, журнал «Полымя»), двухтомный раман «Язэп Крушынскі» (1929—1932), «Выбраныя творы» (1934). Для детей были изданы книги «Качачка-цацачка» (1927, сказка), «Вясной» (1928, стихи), «Гаспадарка» (1930, стихи), «Мурашка Палашка» (1939, сказка в стихах), «Люцік» (1940, стихотворение), «Хлопчык з-пад Гродна» (1940, поэма). Выпустил также исследование «Вера, паншчына і воля ў беларускіх народных казках і песнях» (1924), книгу очерков «Дзесяць» (1930). Поэма «„Жыды“» (1915), в которой говорилось об антиеврейских погромах в Посадце, учиненных казаками после приближения к местечку линии фронта, а также о белорусах, спасавших евреев, увидела свет в 1937 году (в сокращении), полностью же была опубликована в Минске по архивным материалам в 2002 году.
В переводе с еврейского на белорусский язык Змитрока Бядули были изданы романы Шолом-Алейхема «Хлопчык Мотка» (1926), Самуила Годинера «Чалавек зь вінтоўкай» (1933), рассказы С. Каган (1940). С украинского языка перевёл отдельные стихи Юрия Будяка, Тараса Шевченко.
В 1932 году составил и опубликовал в Минске под своим настоящим именем Самуил Плавник первый идиш-белорусский словарь («Яўрэйска-беларускі слоўнічак»; в соавторстве с Н. Рубинштейном).

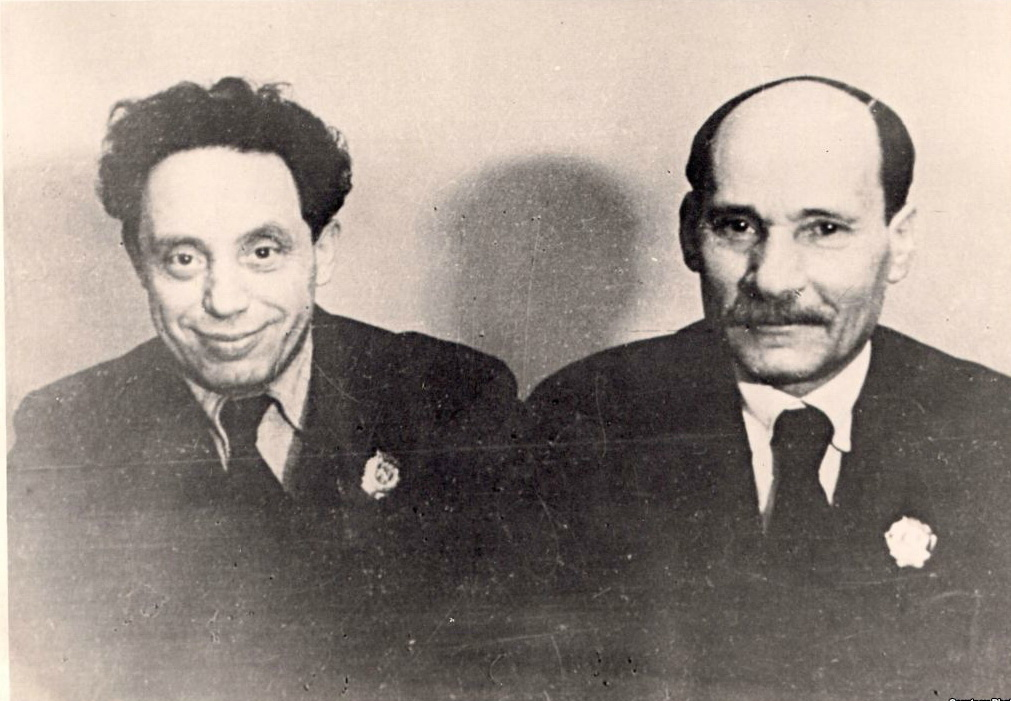
Бядуля, Колас

## Награды
- орден Трудового Красного Знамени (31.01.1939).

## Семья
- Жена (с 1927 года) — Мария Исааковна Плавник (урождённая Ширкес; 1900, Гродно — 1984, Минск); дети Ефим (1934) и София (Зоя, 1929—1975)[4][11].
- Сестра Геня была замужем за литературным критиком В. В. Чарджинским (1897—1974).
- Брат — белорусский поэт и переводчик Израиль Плавник (1905—1941).

## Произведения
- Збор твораў : у 5 т. / Змітрок Бядуля; рэдкалегія : В. В. Барысенка [і інш.]; падрыхтоўка тэкстаў і каментарыі А. Д. Атаевай і В. Ю. Дэконскай. — Мінск : Мастацкая літаратура, 1985—1989.
- Т. 1 : Вершы, паэмы. — 1985. — 407 с., 1 л. партр.
- Т. 2 : Вершы ў прозе, лірычныя імпрэсіі, апавяданні. — 1986. — 351 с., 1 л. партр.
- Т. 3 : Аповесці. — 1987. — 358 с., 1 л. партр. — Змест: Салавей; Тры пальцы; Таварыш Мінкін; У дрымучых лясах.
- Т. 4 : Язэп Крушынскі : раман. Кн. 1. — 1987. — 375 с., 1 л. партр.
- Т. 5 : Язэп Крушынскі : раман. Кн. 2 ; Сярэбраная табакерка : казка ; Публіцыстычныя артыкулы. — 1989. — 519 с., [8] л. фат.
- Выбранае: аповесці і апавяданні / Змітрок Бядуля; Уклад. і паслясл. Т. Тарасава. — Мінск : Мастацкая літаратура, 1973. — 431 с.
- В дремучих лесах: перевод с белорусского / Змитрок Бядуля; Составл. и вступ. статья Виктора Коваленко. — Москва: Художественная литература, 1975. — 428 с.
- Апавяданні / Змітрок Бядуля. — Мінск: Народная асвета, 1973. — 158 с.
- Салавей; Сярэбраная табакерка: аповесць. Казка: (для сярэдняга і ст. школьнага ўзросту) / Змітрок Бядуля; прадм. В. Каваленкі. — Мінск: Юнацтва, 1983. — 288 с.
- Змитрок Бядуля (1886—1941) // Антология педагогической мысли Белорусской ССР / Составит.: Э. К. Дорошевич и др.; ред. кол.: М. А. Лазарук (отв.ред.) и др. Москва, 1986. С. 319—325.
- Клад: сказки: (для дошкольного возраста) / Змитрок Бядуля; перевод с белорус. В. М. Казберука. — Минск: Юнацтва, 1986. — 31 с.
- Дзень добры!: вершы, казкі, апавяданні: (для дашкольнага ўзросту) / Змітрок Бядуля. — Мінск: Юнацтва, 1989. — 88 с.
- Скарб; Музыка; Іванка-прасцячок; Сярэбраная табакерка / Змітрок Бядуля // Берасцянка: казкі беларускіх пісьменнікаў: (для мал. школьнага ўзросту) / уклад. М. А. Зелянкова. Мінск, 1994. С. 11—193.
- Салавей: аповесць: (для сярэдняга і ст. школьнага ўзросту) / Змітрок Бядуля; прадм. І. Навуменкі. — Мінск: Мастацкая літаратура, 1996. — 238 с.
- Скарб; Музыка; Іванка-прасцячок; Сярэбраная табакерка / Змітрок Бядуля // Сінявочка: казкі беларускіх пісьменнікаў: (для мал. школьнага ўзросту) / уклад. М. А. Зелянкова. Мінск, 1998. С. 23—199.
- Сярэбраная табакерка: апавяданні, казка: (для мал. школьнага ўзросту) / Змітрок Бядуля. — Мінск: Юнацтва, 1997. — 272 с.
- Жыды на Беларусі / Змітрок Бядуля // ARCHE. — 2000. — № 3. — С. 23 — 31 (перадрук з выдання 1918 г.).
- Салавей: аповесць, апавяданні: (для сярэдняга і ст. школьнага ўзросту) / Змітрок Бядуля. — Мінск: Юнацтва, 2000. — 222 с.
- «Жыды» (паэма) // Анахну кан. — 2002. — № 7[14], 8[15].
- Рукапіс чарнакніжніка XVIII веку (Багатыя матэрыялы па беларускай этнаграфіі) // Мы яшчэ тут! — 2003. — № 1. (перадрук з часопіса «Вольны сьцяг», 1921 г.)[16].
- На дарозе да сваёй Бацькаўшчыны // Мы яшчэ тут! — 2003. — № 2. (перадрук з газеты «Беларусь», 1920 г.)[17].
- Выбраныя творы / Змітрок Бядуля. — Мінск: Беларускі кнігазбор, 2006. — 496 с.[18]
- Прытчы беларускіх сялян а большэвіках // Беларускі шлях. — 1918. — № 63. — С. [Перадрук: // ARCHE. — 2009. — № 3 (78). — Сакавік. — С. 611—612.]

## Воспоминания про З. Бядулю
- Успаміны пра Змітрака Бядулю / Уклад.: Я. І. Садоўскі, К. А. Цвірка. — Мн.: Мастацкая літаратура, 1988. — 174 с.
- Азгур З. И. Змитрок Бядуля // То, что помнится… : рассказ о времени, об искусстве и о людях / Заир Азгур. Мн., 1977. С. 179—191.
- Аўрамчык М. Я. Зменлівае ўражанне / Мікола Аўрамчык // Знаёмыя постаці / Мікола Аўрамчык. Мн.: 2004. С. 64—67.
- Вольскі А. Дзядзька Змітрок / Артур Вольскі // Пачатковая школа. 1999. № 2. С. 34—35.
- Грахоўскі С. І. Нібы ўчора было / Сяргей Грахоўскі // Так і было : артыкулы, успаміны, эсэ / Сяргей Грахоўскі. Мн.: 1986. С. 28—32.
- Кавалёў П. Н. Памятны аўтограф / Павел Кавалёў // На ўсё жыццё : нарысы, успаміны / Павел Кавалёў. Мн.: 1986. С. 133—139.
- Казека Я. З далечы гадоў / Янка Казека // Падарожжа ў маладосць : артыкулы, літаратурныя партрэты, успаміны / Янка Казека. Мн.: 1984. С. 41—46.

## Память

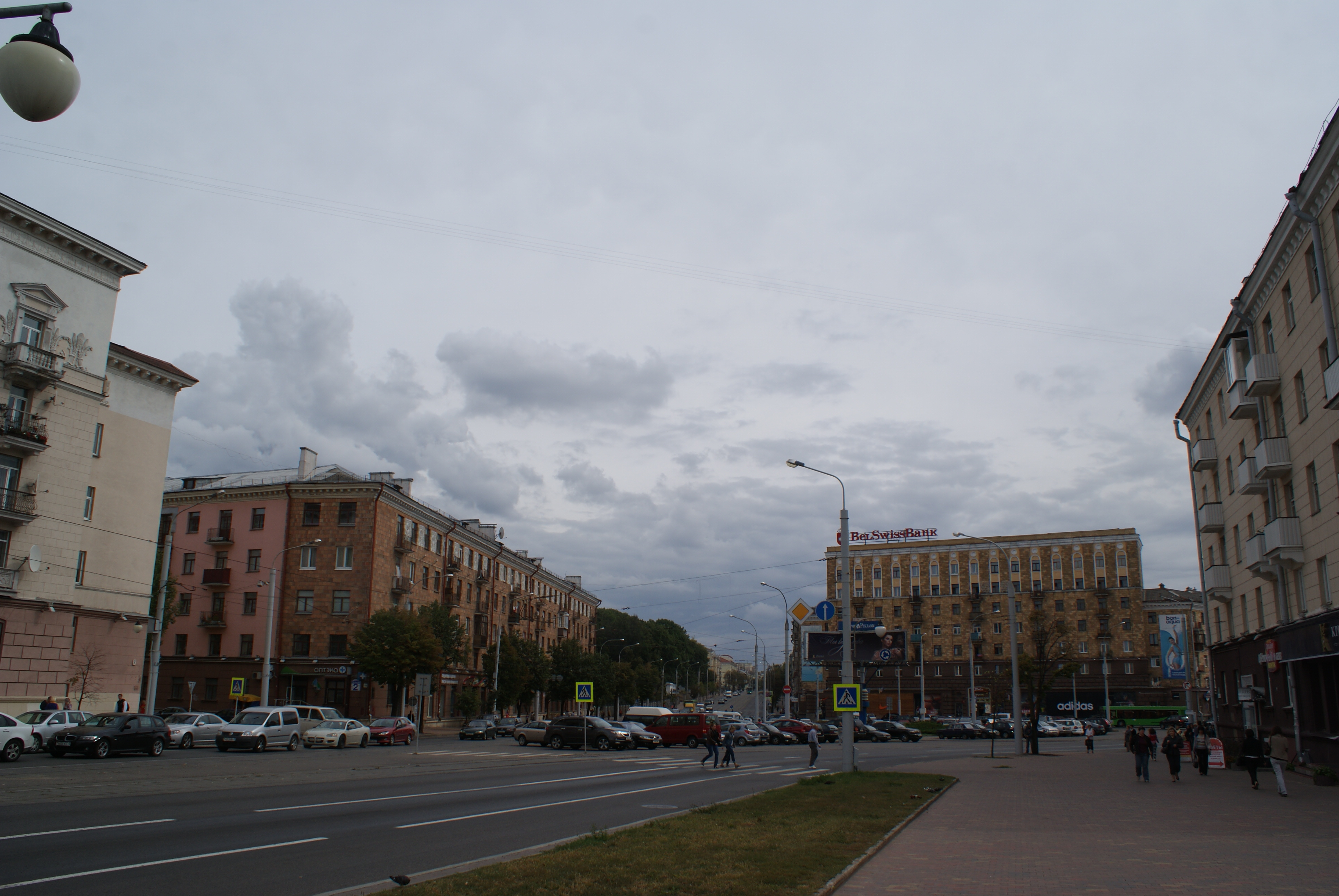
Улица Змитрока Бядули в Минске

В честь Змитрока Бядули названа улица в Минске, а также улицы в городе Жабинка Брестской области, в Молодечно Минской области и в Витебске. Примечательно то, что улица в Жабинке не имеет чётной нумерации домов.
В деревне Посадец (дворик школы, носящей имя Бядули) имеется небольшой краеведческий музей, где хранится роман «Язэп Крушынскі» 1933 года издания с автографом автора.

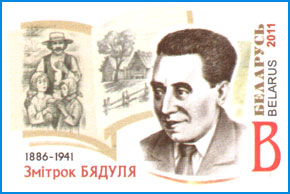
Почтовая марка, выпущенная в 2011 году

В 2011 году, к 125-летию писателя, белорусское почтовое ведомство выпустило марку с изображением Змитрока Бядули.
В 2016 году, к 130-летию писателя, на пришкольной территории агрогородка Илья Вилейского района Минской области (Змитрок Бядуля учился в Ильянской иешиве в 1899—1901 гг.) была торжественно открыта мемориальная доска, посвященная белорусскому писателю.
В 2013 и 2017 годах общественными активистами поднимался вопрос о перезахоронении останков Змитрока Бядули на территории Беларуси, однако осуществить данное предложение получилось лишь в 2020 году.
Дом, где жил Змитрок Бядуля в городе Минск стал филиалом музея Змитрока Бядули.

## Диссертации
- Мельнікава, З.П, Станаўленне беларускага гісторыка-функцыянальнага літаратуразнаўства і творчасць Змітрака Бядулі 20 — 30-х гадоў: дысертацыя на атрыманне вучонай ступені доктара філалагічных навук: абаронена 09.06.04: зацверджана 02.02.05: 10.01.01 ; 10.01.08 / Мельнікава Зоя Пятроўна. Мн.: 2004.
- Лашкевич, В.А. З. Бядуля и белорусская детская литература: автореферат диссертации на соискание ученой степени кандидата филологических наук: специальность 10.642 Литература народов СССР (Белорусская литература) / В. А. Лашкевич. — Минск: 1971. — 20 с.
- Шымановіч, В. М. Змітрок Бядуля і праблемы развіцця беларускай тэатральнай культуры: Аўтарэф.дыс.на атрыманне навук.ступ.канд.мастацтвазнаўства: 17.00.01 / АН Беларусі,Ін-т мастацтвазнаўства, этнаграфіі і фальклору ім. К.Крапівы. — Мн.: 1994. — 23с.
- Кульбянкова, І. М. Змітрок Бядуля і беларускі мадэрнізм першай трэці XX стагоддзя: Аўтарэф. дыс. на атрыманне вучон. ступ. канд. філал. навук: 10.01.01 / Кульбянкова Іна Мікалаеўна. — Брэст: 2001. — 20 с.